# Чистоозерне
Чистоозерне (рос. Чистоозёрное) — робітниче селище у Чистоозерному районі Новосибірської області Російської Федерації.
Входить до складу муніципального утворення міське поселення робітниче селище Чистоозерне. Населення становить 5628 осіб (2017).

## Історія
Згідно із законом від 2 червня 2004 року органом місцевого самоврядування є міське поселення робітниче селище Чистоозерне.

## Населення
| 1970  | 1979  | 1989  | 1996  | 2002  | 2007  | 2009  |
| ----- | ----- | ----- | ----- | ----- | ----- | ----- |
| 7254  | ↗7824 | ↗8191 | ↘6900 | ↘6791 | ↘6486 | ↘6272 |
| 2010  | 2012  | 2013  | 2014  | 2015  | 2016  | 2017  |
| ↗6429 | ↘6180 | ↘6040 | ↘5911 | ↘5816 | ↘5768 | ↘5628 |